# ایستگاه متروی میرزای شیرازی (تهران)
ایستگاه متروی میرزای شیرازی یکی از ایستگاه‌های خط ۳ متروی تهران است که در خیابان شهید بهشتی و تقاطع میرزای شیرازی قرار دارد.
این ایستگاه که در تاریخ ۲۱ بهمن ۱۳۹۴ توسط محمدباقر قالیباف شهردار وقت تهران افتتاح شده است، دارای ۱۳۰۰۰ متر مربع فضای سرپوشیده است.